# Sonoda
Sonoda es un género de peces que pertenecen a la familia Sternoptychidae, del orden Stomiiformes. Este género marino fue descrito científicamente en 1959 por Marion Griswold Grey.

## Especies
Especies reconocidas del género:
- Sonoda megalophthalma Grey, 1959
- Sonoda paucilampa Grey, 1960